# Носківці
Но́сківці — село в Україні, у Станіславчицькій сільській громаді Жмеринського району Вінницької області.
Носківці після великих містечкових сіл Браїлів та Станіславчик — трете за величиною поселення Жмеринського району.
Припускають, що територія Носковець знаходиться в міжріччі Мурафи і Мурашки, вздовж них поширені вапнякові породи-відклади колишнього Сарматського моря (так звані Мурафські товтри), у яких існують підземні ходи у вапняках, що сполучають їх з річкою Мурашка. Так риба з чорного ставу могла попасти в сусіднє село, у Кацмазівську Мирашку. (Міркування О. М. Гусака про існуючу легенду Чорного ставу — асистента кафедри фізичної географії Вінницького університету).

## Населення

### Мова
Розподіл населення за рідною мовою за даними перепису 2001 року:
| Мова       | Кількість | Відсоток |
| ---------- | --------- | -------- |
| українська | 1691      | 99.35%   |
| російська  | 10        | 0.59%    |
| білоруська | 1         | 0.06%    |
| Усього     | 1702      | 100%     |

## Природа
Про природу він писав: Дни яспьі, небеса прозрачньї и глубоки. Природа так светла, что вам ее не жаль. И, кажешся, вокруг не воздух, а хрусталь…
Антон Павлович Чехов, даючи йому оцінку, писав:
|  | Надсона-поэта гораздо больше, чем все современные поэты, взятые вместе... |

 Його вірші милозвучні. Російський композитор Рахманінов на 35 із них написав музику. Твори Надсона перекладали на українську мову М. Старицький, Л. Українка. Барельєф поета зберігав у своїй квартирі письменник М. М. Коцюбинський.
Біля лікарні (колишньої контори цукрового заводу) збереглась система замулених ставків, колись їх використовував цукровий завод. Вода в них джерельна, дощового живлення, в одному темного кольору. Існує легенда, що колись у цей став запустили закільцьовану рибу. Потім її виловили в сусідній річці Мурашці, що протікає біля села Кацмазова. Сьогодні манеж і палац оточує садибний парк. У ньому збереглось чимало дрібнолистої та середньолистової липи, в'язів та ялини. Чотири дерева занесені до реєстру заповідних об'єктів Вінницької області (бук червонолистий та зелений, плакучий ясин і Веймутова сосна висотою до 30 метрів, товщиною до одного метра та віком до 200 років). Крони плакучих бука ясена звисають до землі, утворюючи своїм гіллям зелене шатро, їх листя покрите восковим покриттям. Подібні дерева ростуть у Софіївському гідродендропарку в м. Умань. Веймутова сосна (батьківщина Канада) подібна до кедрової сосни. Ці дерева належать до найстаріших дерев України. (Пам'ятки природи с. Носківці Жмеринського району Вінницької області. Олександр Миколайович Гусак — асистент кафедри фізичної географії Вінницького державного педуніверситету). У парку з рослин зустрічається дев'ятисил високий, різні види примул, орхідей, лілій. Збереглися в яру криниці, викладені дубом. Струмки від криниць живлять річку Морозко, яка впадає у р. Мурафа. До хутора Демків збереглась липова алея такого ж віку, що й парк (XVII ст.) Час спотворив їх коріння, стовбури і крони, вони набули химерних форм. Всього їх збереглося до ста дерев.
Такі ж липи є і в центрі села та по дорозі від школи до лікарні. Такими ж липами в кількості 60 штук висаджена дорога від Носковець до Кудіївець.
Село Носківці розміщене на підвищених схилах Волино-Подільської височини. Має сприятливі умови для розведення садів. Люди давно займаються городництвом і садівництвом не тільки для своїх потреб, а й на продаж. Носківчани знають як дуже працьовитих і комерційних людей. Використовуючи землі-невдоби, попередні покоління випасали на них коні, воли, молочну худобу, кожна сім'я намагалась мати вівці. Ці невибагливі тварини приносили господарству м'ясо, шерсть, з овечої шкіри шили теплі кожухи. З пряденої вовни ткали шерстяні рядна, сукно, виготовляли ручної роботи килими. Особливість села: його населення зберегло багатобарвну народнопоетичну творчість, що побутувало при хатній роботі у довгі осінні й зимові вечори. То ж не випадково науковці вважають село й сьогодні багатим місцем для збору фольклорного матеріалу.

## Історія
Перша письмова згадка про нього відноситься: 
|  | …у 1431 р. литовський князь Ягайло записав це село Лаврентію Ціолко і його сину Петрові (М. Грушевський. «Барське старостатство») |

.
Звичайно, село існувало до його «пожалования». На його території й околицях при земляних роботах у різних місцях нині віднаходять матеріальні знахідки трипільської культури, ранніх хліборобських та скотарських племен Південно-Східної Європи (2-1,7 тисячі років до нашої ери). Дещо могли б розповісти з штора села місцеві топоніми, місцеві географічні назви, хоч їх частково змінювали власники, щоб увіковічити своє ім'я.
Назва села, вважають, походить від першого поселенця Мойси Мороза, який поселився біля потужних джерел, з яких витікав струмок. Джерела зберегли назву — «Морозові криниці».
|  | Саме навколо цих джерел на двох пагорбах, розділених глибоким яром, на дні якого ще й тепер пробігає струмок від тих криниць, забудувалось поселення. Спочатку воно називалось Мойсівці, потім, за народним переказами, Москівці, а значно пізніше якимось землевласником перейменовано у Носківці. (М. П. Солоненко — місцевий краєзнавець) |

.
За демографічними розрахунками у 1431 році село було значних розмірів і добре заселене. За приростом чисельності населення (у 1898 році було 3368 душ) на таку кількість населення потрібно тривалий час — до 1000 років. (М. П. Солоненко — місцевий краєзнавець).
У селі залишилася пам'ятка архітектури — палац, збудований у XVII столітті у романському стилі за проектом невідомого архітектора, він має арочний в'їзд, підземний хід.

В. Д. Малков у книзі «По Восточному Подолью» пише: 
|  | Потоцкие построили здесь в конце XVIII века двухэтажньй каменный усадебный дом. |

 Це твердження суперечливе. Потоцькі добудували і перебудували існуючу будову. За дослідженнями Людмили Григорівни Огородник, яка опирається на «Географічний словник царства Польського та інших країн слов'янських»: «Село Носківці на річці Морозовій, Вінницького повіту має 276 дворів, 1750 десятин селянської землі, 2567 десятин панської, 50 десятин належало церкві». «Географічний словник царства Польського» Під редакцією Броніслава Хлебовського та Владислава Валевського, том VII — Варшава.
За люстрацією 1545 року село входило до Брацлавського повіту, потім стало власністю Потоцьких, пізніше — дому Бахметьєвих, ще належало генералу Дюгамелю, потім — Місюрі-Гноряничаль, згодом
Використано першоджерела: М. Грушевський «Барське старостатство», М. П. Солоненко публікації в газеті «Нові горизонти», Матеріали Носковецького шкільного музею Я. С. Надсона, Розповідь вчительки-пенсіонерки Н. С. Мудрак, Повідомлення Людмили Григорівни Огородник, Дослідження з царства Польського про с. Носківці, Статистичні дані колгоспу с. Носківці за 1992 р, панові Язиловій. (Архів Південно-Західної Росії ч. VI т. Ш-26 Д-м. м).
З 1885 року помістя володіла поміщиця-меценатка Юлія Степанівна Пащенко (до 1917 р.). У 1860 році засновано Носковецький цукровий завод, тут працювали 165 робітників. Вони щорічно виробляли 60000-100000 пудів цукру-піску. Працювала цегельня, вона виробляла 100000 штук цеглин щорічно. До 1751 року в селі була дерев'яна багатоярусна церква. З благословення Греко-католицького єпископа Аонасія Шептицького за кошти і при допомозі прихожан було збудовано Різдвяно-Богородицький храм. У 1862 році місцевий поміщик генерал Дюгамель за сприяння священика Базилицького відкрили церковно-приходську школу. (Труды Подольского епархиального комитета под редакцией Е. Сицьінского г. Каменец-Подольский 1908 г. ст. 277).
У 1884 році Міністерство освіти у Носківцях відкрило своє училище. Старожили села переказували, що до Носковець приїжджав Степан Васильович Руданський — тодішній семінарист Кам'янець-Подільської семінарії. Він збирав у селі народнопоетичні співомовки. У 1852 році вийшла його збірка «Народные малороссийские песни», у ній було чимало пісень, зібраних у Носківцях. (М. П. Солоненко — краєзнавець).
Юлія Степанівна Пащенко — власниця маєтку і села, інтенсивно вела не тільки господарство, а й пильно стежила за друкованими виданнями талановитих поетів. Почувши, що російський поет Семен Якович Надсон відчуває фінансову скруту і важко хворіє на сухоти, запросила його у Носківці. Великий поет-співець народної волі прожив тут з 1885 по 1886 роки.
Озираючись через віки у минуле, привертають нашу увагу залишки панських конюшень, що прибудовані з обох боків до кінного манежу, призначеного для прогулянки коней, щоб не застоювались і їх виучки для верхової їзди. Вони вражають своїми розмірами: довжина до 40 м, ширина за 15 м, висота до 7,5 метра. Колись з них зняли дах і перекриття, стоять вони просто неба і не руйнуються понад 40 років.
До 1926 року Носковецький парк займав значно більшу територію, дві третини парку вирубали.
Під час бурхливих подій 1917 року носківчани зберегли поміщицький маєток, приміщення контори цукрового заводу.
У 1925 році була відкрита перша семирічна школа у с. Носківці Станіславчицького району. Сюди ходили учні з 15 сіл: Кацмазова, Носковець, Мовчанів, Луки-Мовчанської, Кам'яногірки, Будьок, Слободи-Носковецької, Возновець, Станіславчика, Тарасівки, Телилинець, Олексіївни, Кудїївець, Матійкове (Барського району) і Матійківеької Слободи. У 1934—1935 рр. тут була відкрита середня школа, до Другої Світової війни вона зробила 4 випуски. У 1953 році її відновили Друга Світова війна боляче вдарила по носківчанах: 626 чоловіків було мобілізовано на фронт. Під час окупації румуни нікого насильно не відправили до Німеччини, але в окупаційний режим вивезено із села 3 автомашини, 4 двигуни, 400 голів великої рогатої худоби, 800 голів свиней, весь хліб урожаю 1941—1943 років. Діяло гетто, куди нацистами насильно зганялися євреї для компактного мешкання та подальших репресій. Не повернулися до села і не зустріли День Перемоги 375 воїнів-носківчан.
Іван Іванович Оленич у 1944 році був командиром взводу зв'язківців. Під час форсування Дніпра отримав дуже важливе військове завдання: налагодити телефонний зв'язок з протилежним берегом, де мали закріпитись гвардійці, що штурмували води Дніпра і берег. Від цього плацдарму залежав успіх розвитку наступальних дій Радянської Армії в боротьбі за столицю України — Київ, Пліт, на якому пливли зв'язківці, розвалився від вибуху снаряду. Оленич звалив на плечі дві котушки кабелю, телефонний апарат. Кінці кабелю затис у зубах і поплив у крижаній воді (був листопад) на правий берег Дніпра. Свистіли ворожі кулі, збурювали воду снаряди і міни, німіли руки, а він плив… Зв'язок був відновлений. За військовий подвиг і його стратегічну важливість Оленичу Івану Івановичу було присвоєно звання Героя Радянського Союзу.
Після війни з 1946 по 1953 роки у Носківцях працював дитячий будинок. Голодні, обідрані діти, зібрані з усієї України, знайшли тут притулок, а вчителі замінили їм загиблих батьків і родичів.

### Колгосп
Колгосп ім. Леніна утворився у Носківцях внаслідок об'єднання попередньо існуючих колективних господарств. До 1951 року тут функціонувало 4 колгоспи: ім. Будьонного, ім. Ворошилова, ім. Леніна, ім. К.Лібкнехта, з них було утворено 2 колгоспи: їм. Леніна та ім. Калініна.
У 1962 році в результаті ще одного об'єднання утворився колгосп ім. Леніна. У 1992 р. його перейменували на «Вільну Україну» із земельним фондом 3220 га. Середня врожайність зернових становила 32 центнери з одного гектара землі, цукрових буряків — 260 ц/га., надій на фуражну корову становив 2625 кг молока. Передові доярки того часу: Степанида Макарівна Гороль, Дмитро Петрович Кочмарук, Ольга Миколаївна Манілко. Серед механізаторів: Дмитро Іванович Балакир, Станіслав Олександрович Кушнір, Володимир Васильович Коваль, Василь Якович Бондаренко, Іван Гаврилович Нагорний.
На 1990 рік в колгоспі було 42 трактори, 23 автомобілі, 15 комбайнів. У 1999 році після розпаду колективного сільськогосподарського підприємства «Вільна Україна» утворилось два товариства з обмеженою відповідальністю — «Відродження» та «Земля». «Відродження» із земельним фондом 1104 гектари, з них пайовиків 959 га, землі запасу — 30 га, землі резерву — 115 га. Кількість пайовиків земельного паю 530 чоловік, майнового паю — 724. На 1.06.2001 року у ТОВ «Відродження» було тракторів — 12, автомашин — 9, комбайнів — 4, великої рогатої худоби — 40 голів, коней — 30, овець — 55. Друге товариство «Земля» має земельний фонд 933 гектари, з них 773 гектари товариство передало в оренду дочірньому підприємству «Агрофірма Жмеринська». Господарство на 1. 06. 2001 року мало тракторів — 13, автомобілів — 8, комбайнів — 3, великої рогатої худоби — 77 голів, коней — 25, овець — 72. У 2000 році ТОВ «Земля» мало середній врожай зернових 12 ц/га, або на 20 ц/га менше 1992 року і навіть на 1 ц. нижчий від природного врожаю для наших полів (13 ц.) без внесення органічних і мінеральних добрив.
І що то за господарник, що взяв орендні земельні паї в людей і передав їх іншому? Постає природне питання, чи потрібний він у господарстві, як зайва ланка, що сидить на чужій шиї і допродує, що можна продати. Самостійно веде господарство у селі Іван Адамович Чепис.
З минулих років в народній пам'яті залишились носківчани: Іван Іванович Оленич — Герой Радянського Союзу, Микола Олексійович Тимунь — бригадир комплексної бригади докерів-механізаторів Одеського морського торгового порту, Герой Соціалістичної Праці, депутат Верховної Ради УРСР, В'ячеслав Кирилович Гриневич — лікар, Григорій Антонович Ярошевський — голова колгоспу, Ніна Семенівна Мудрак — вчитель біології, Василь Васильович Мороз — бригадир овочевої бригади, Микола Іванович Балакир — директор Носківецької школи, Главацький Микола — майстер по виробництву меблів, Полігас Яким Іванович — сільський умілець.

## Пам'ятки, визначні місця

### Пам'ятки культурної спадщини
- Палацово-парковий комплекс садиби Потоцьких-Бахметьєвих. XVIII ст.
- Слов'янське городище X—XI ст. до н. е.

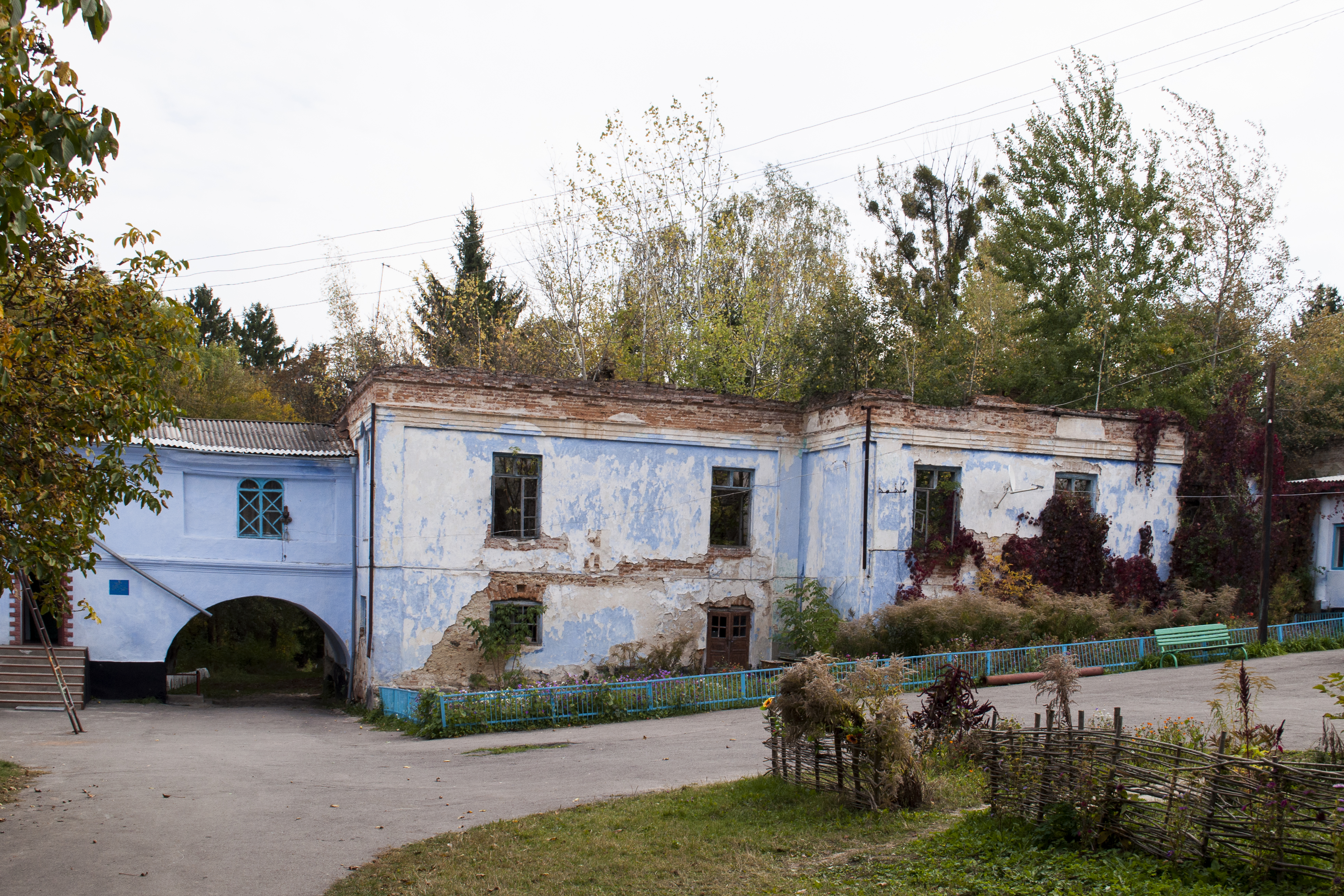
Руїни садиби Потоцьких-Бахметьєвих XVIII ст. Парадний фасад
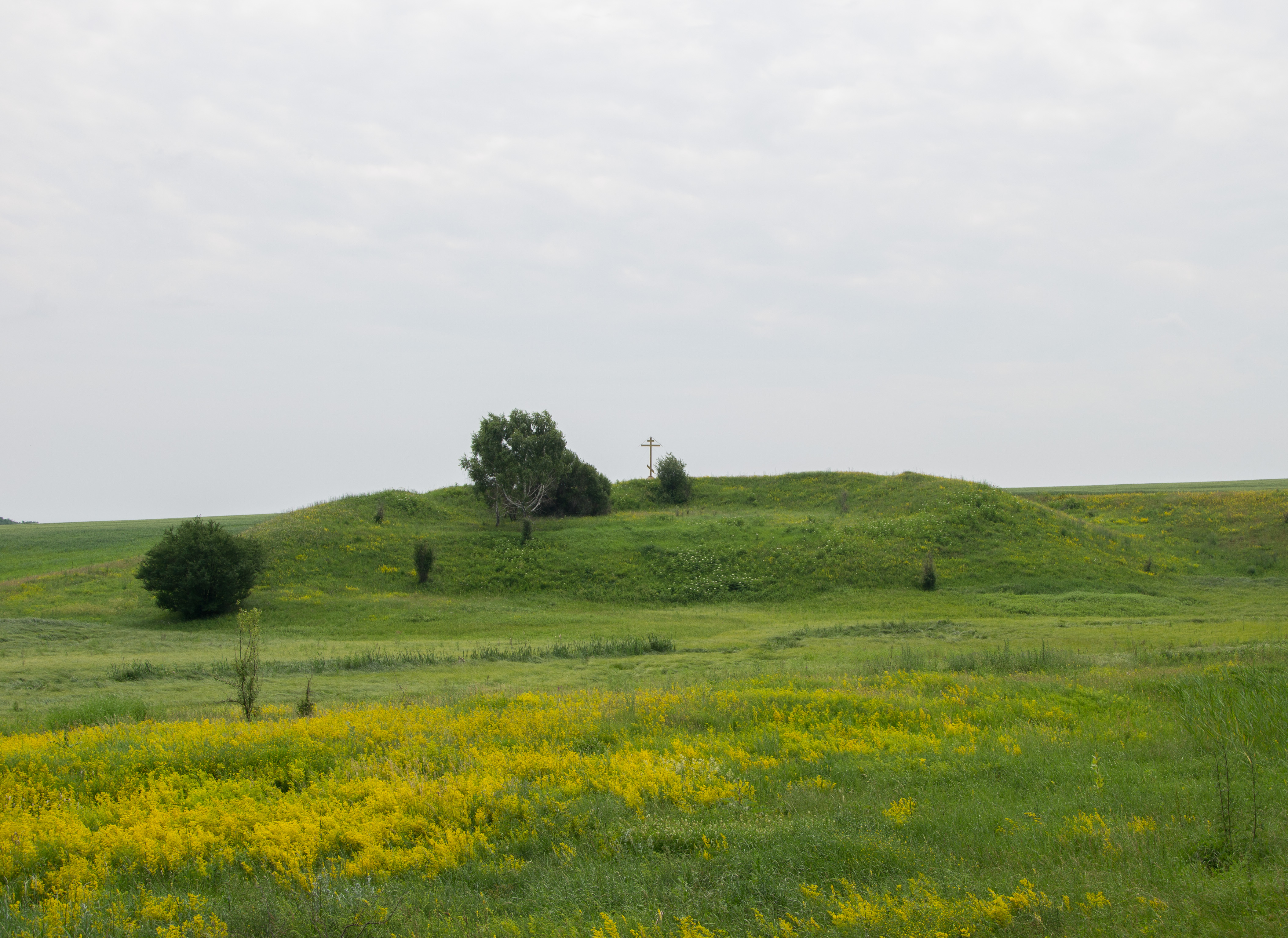
Слов’янське городище

### Пам'ятки природи

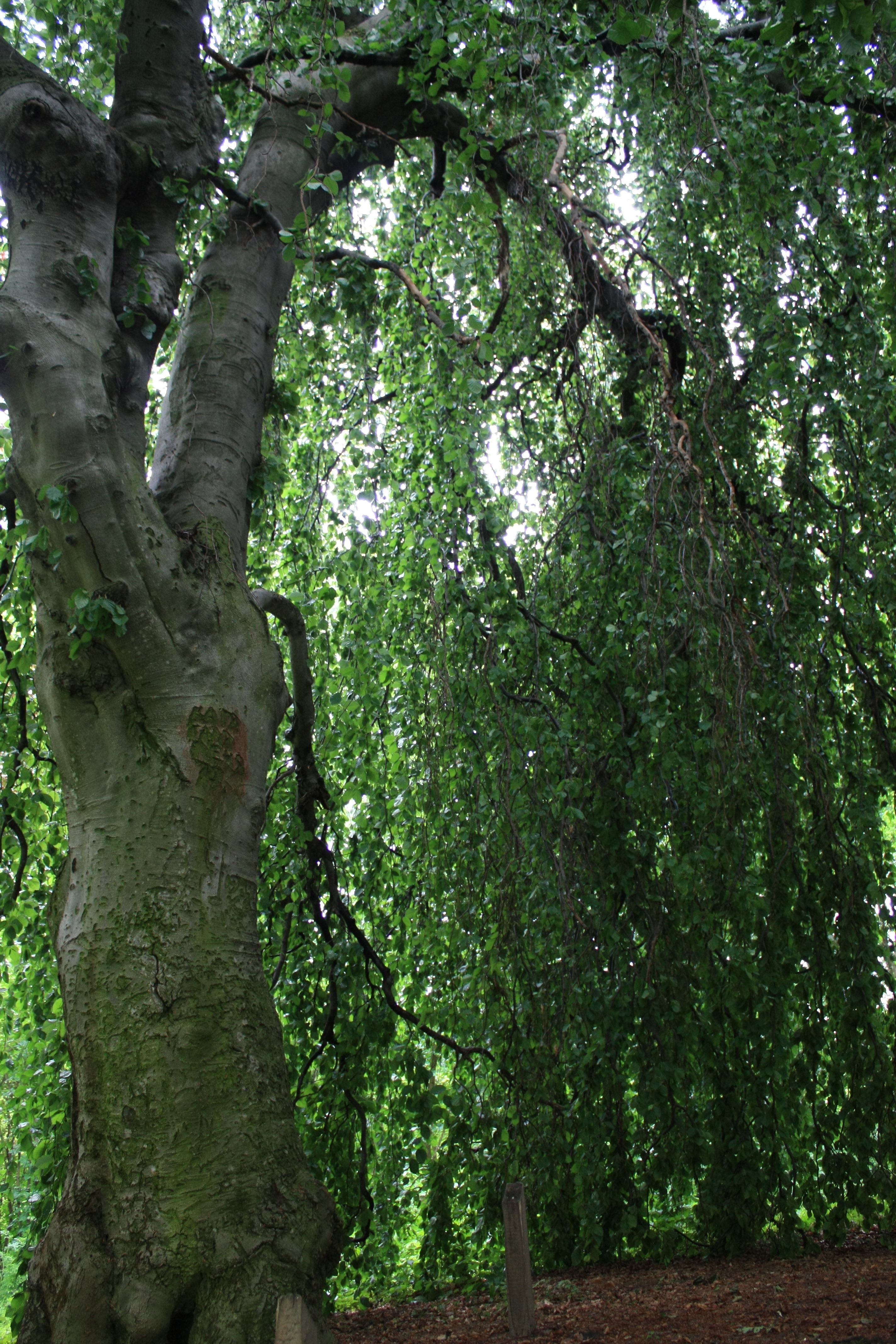
Бук плакучий
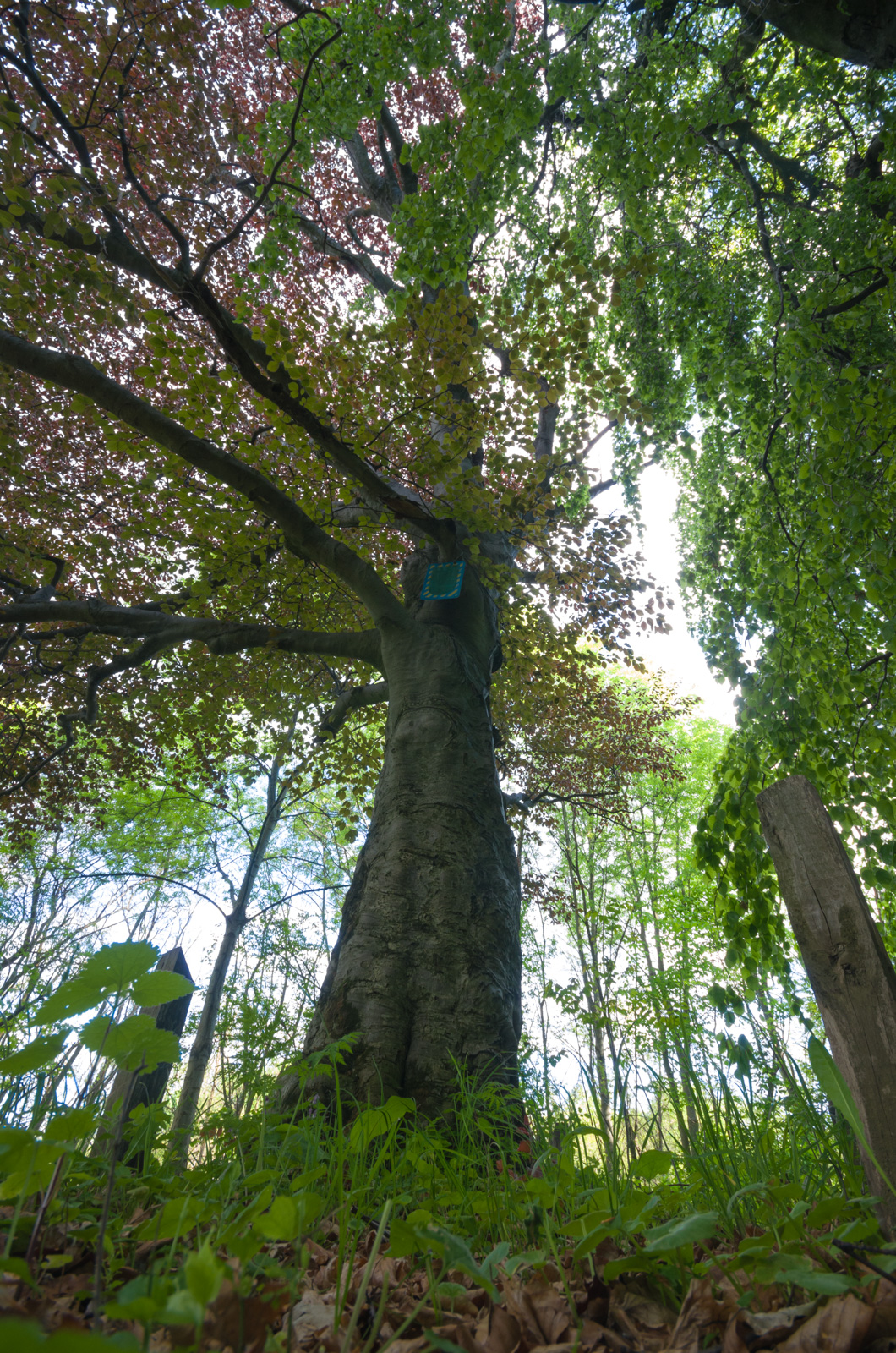
Бук червонолистий
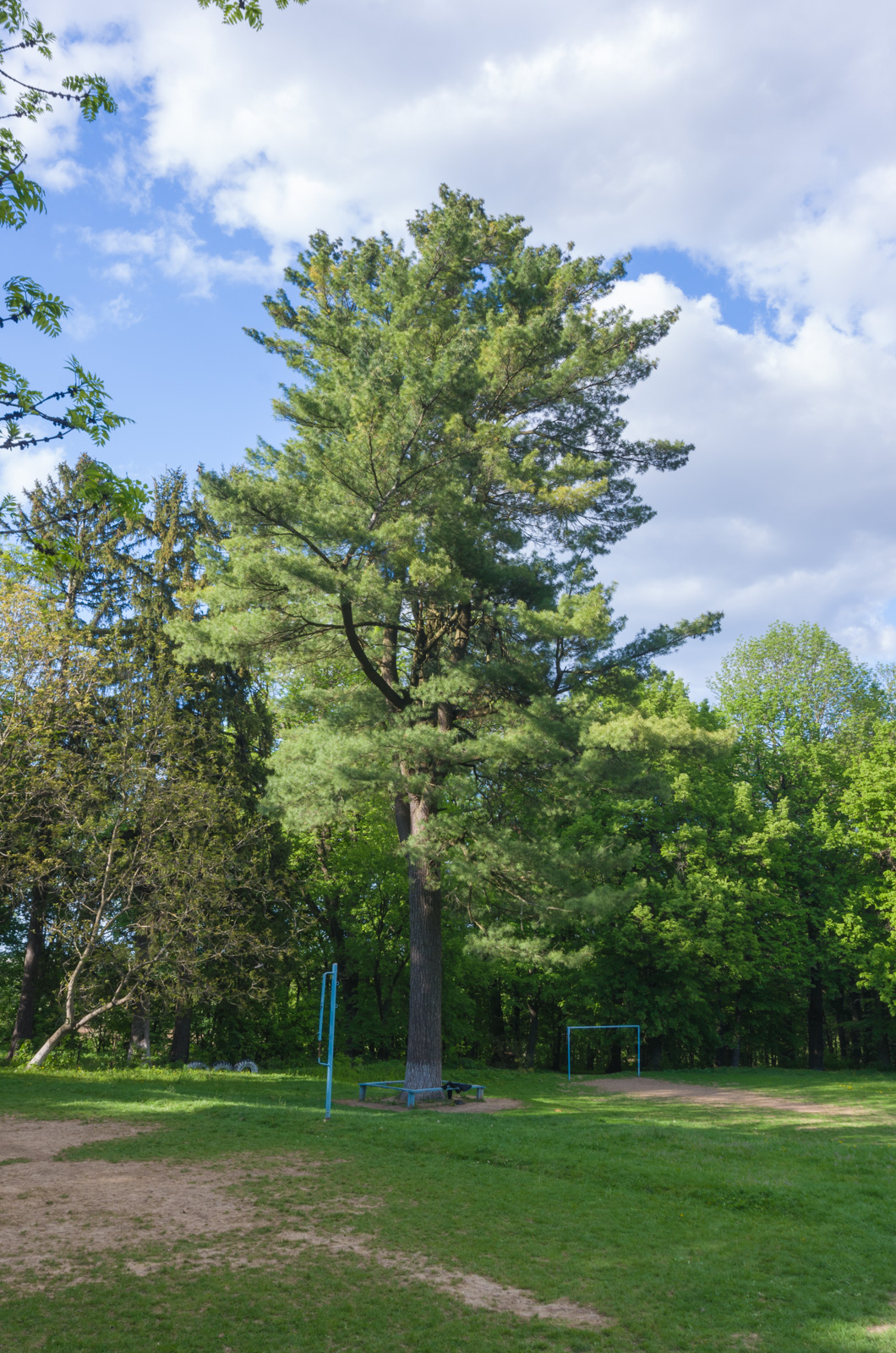
Кедр сибірський
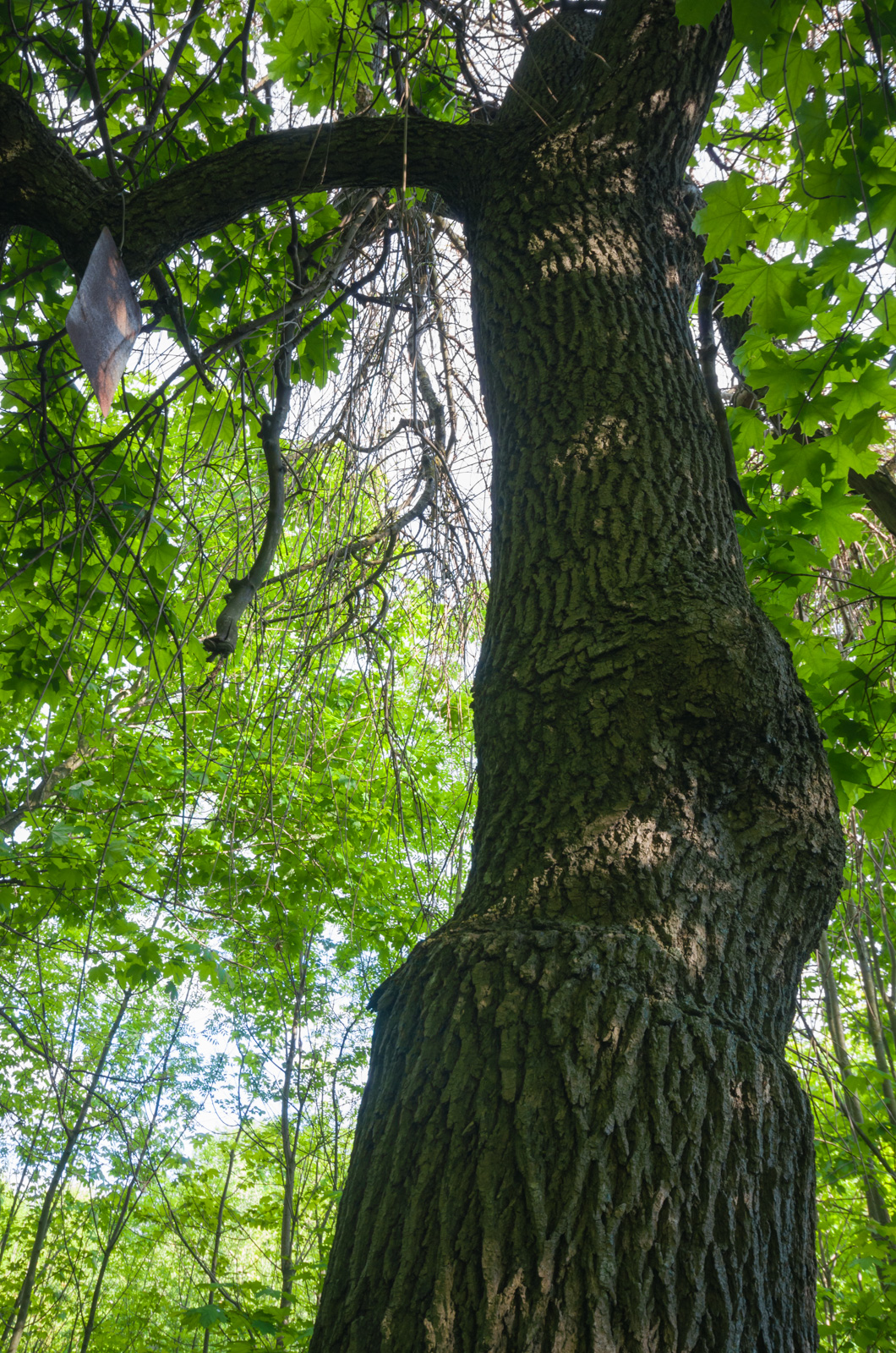
Ясен плакучий

- Бук плакучий
- Бук червонолистий
- Кедр сибірський
- Ясен плакучий

## Відомі люди
Сестра письменника Юрія Корнійовича Смолича, рятуючись від голоду, з 1919 року вчителювала у Носковецькій школі. Про це згадував не раз письменник, як він пішки з торбинкою на плечах ходив до сестри, щоб отримати хлібину і круп на прожиття. (М. П. Солоненко — краєзнавець за Ю. Смолича).
Носківці можна назвати до деякої міри й літературним селом. Автор книг «Не ходи манівцями» — про вчителів, «Маяк у степу» — про Марка Посмітного, «Так починалась весна», «Подвиг комсомолки» — письменник Яків Пантелеймонович Сікорський у минулому вчитель місцевої школи.
Андрій Дмитрович Гудима — викладач Білоцерківського сільськогосподарського інституту, кандидат сільськогосподарських наук, завідувач кафедри ботаніки та фізіології рослин, закінчував Носківецьку середню школу. Він — автор збірок поезії: «Горсть», «Жниво», «Жайворонкова пора», «Поезія серця», «Дзвони над Руссю», роману у віршах «Устим Кармалюк», романів: «Чуже весілля», «Поклоніться любові!», «Кара без вини» — про голодомор у рідному селі Слободі-Носковецькій (1932—1933 р.), Лауреат премій Миколи Трублаїні та Нечуя-Левицького.
Носківці — батьківщина сучасного українського поета Юрія Юрчака.